# Kleinseminarie
Een kleinseminarie (ook wel klein seminarie gespeld) is een instelling van secundair onderwijs, waar de leerlingen worden voorbereid op de eigenlijke priesteropleiding in een (groot)seminarie. Kleinseminarie was vooral een opleiding voor jongens in de leeftijd van 12 tot 18 jaar.
Het is min of meer een voortzetting op de Latijnse school die tot vóór de 19e eeuw toegang bood tot de priesteropleiding. Men bood er een humaniora of gymnasiale opleiding aan, noodzakelijk voor de kennis van het Latijn. De belangrijkste vakken waren: Nederlands, Frans, Grieks, Latijn, wijsbegeerte, wiskunde, aardrijkskunde en geschiedenis. De studie duurde zes jaar. Het onderwijs werd er grotendeels door priesters verzorgd. De seminaristen, zoals de leerlingen genoemd werden, gingen elke dag naar de mis in de kapel of kerk, waarbij het verplicht was (luid) mee te zingen en de gebeden op te zeggen. Door de week was de mis meestal in de vroege morgen voor de lessen begonnen. Meestal was er ook een internaat aan verbonden.
De opkomst van de kleinseminaries was in het begin van de 19e eeuw. Elke provincie telde wel een of meerdere kleinseminaries aan het eind van de negentiende eeuw. In het midden van de twintigste eeuw en met name in jaren zestig van de twintigste eeuw nam het aantal interne leerlingen snel af. De omzetting in een open internaat met een of meer middelbare opleidingen was veelal geen succes. De meeste internaten werden gesloten. De meeste kleinseminaries zijn nu omgevormd tot gewone secundaire of middelbare scholen.

## Voorbeelden in België

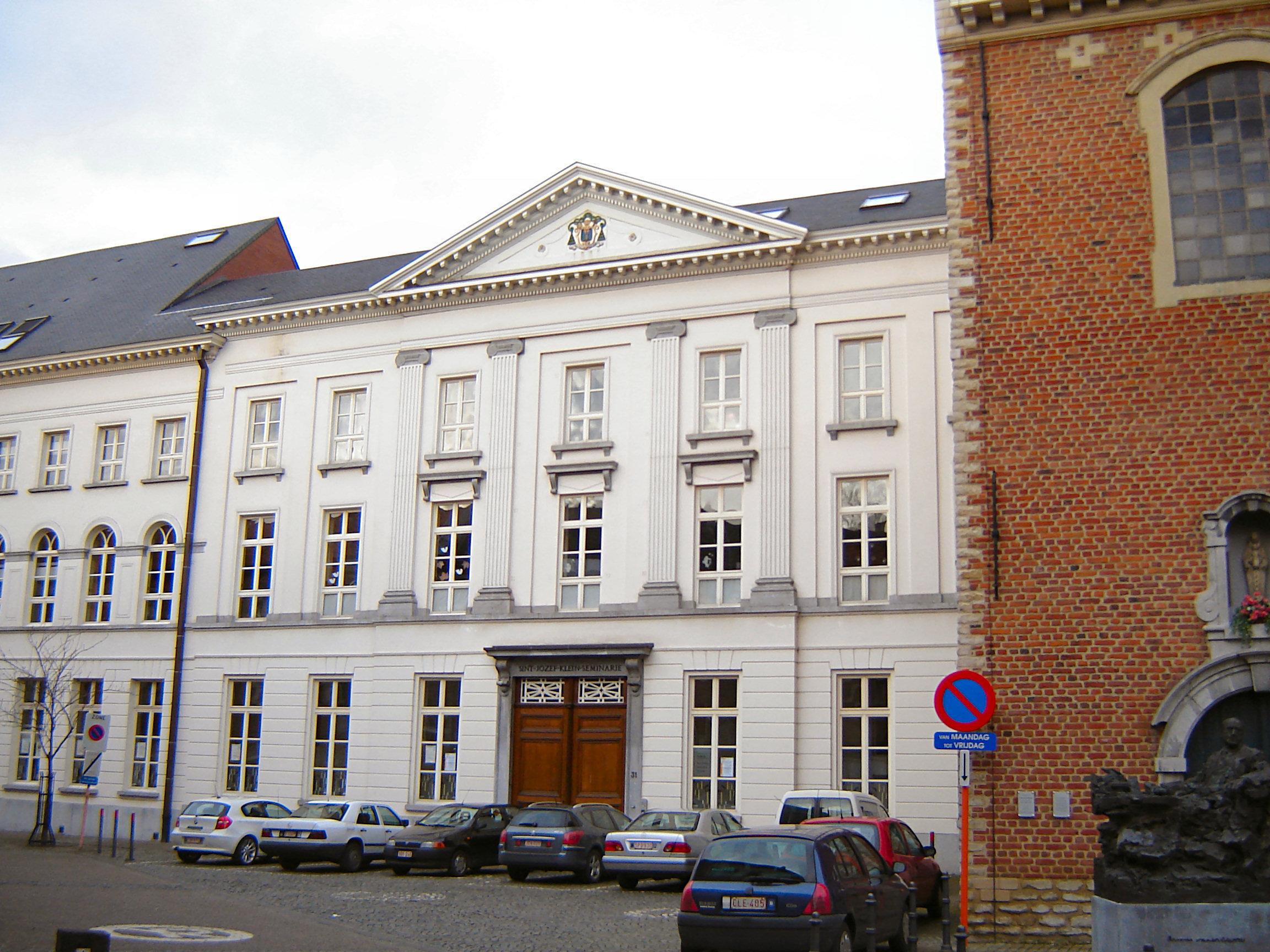
Sint-Jozef-Klein-Seminarie (SJKS) te Sint-Niklaas opgericht in 1808

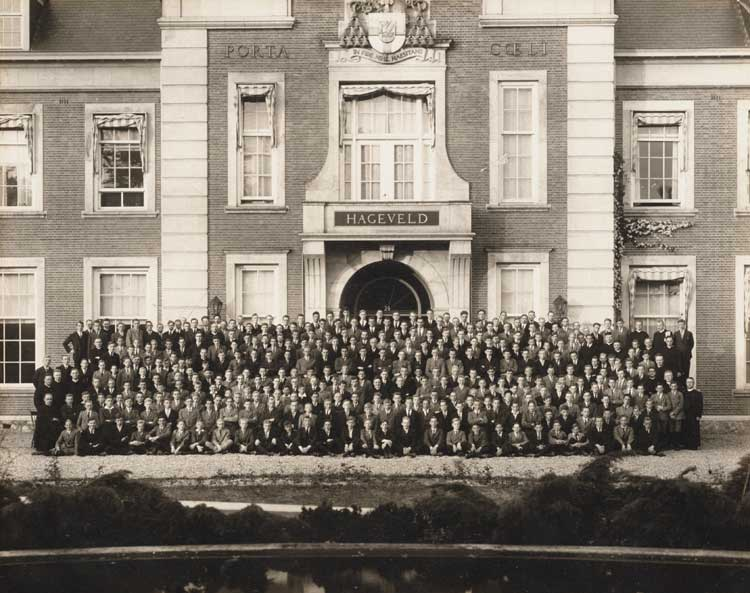
Klein-Seminarie Hageveld, Heemstede, Nederland

- Klein Seminarie van Sint-Truiden opgericht in 1843 in de gebouwen van de Trudoabdij. Omgevormd en nu onderdeel van Katholieke Centrumscholen Sint-Truiden (KCST).
- Klein Seminarie van Hoogstraten,[1] opgericht in 1834 door aartsbisschop Sterckx, tot in de jaren 1950 bijgenaamd het Kempisch "pastoorsfabriekske".
- Het Klein Seminarie van Roeselare[2] opgericht in 1806 waar Guido Gezelle les gaf, en een van de oudste van België.
- Sint-Jozef-Klein-Seminarie (SJKS) te Sint-Niklaas opgericht in 1808.
- Klein Seminarie van Mechelen van 1830 tot 1988. Nu het Berthoutinstituut Klein Seminarie (BimSem).
- Vlaamse school te Rotselaar die na de oorlog de naam klein seminarie kreeg. In de jaren tachtig van de vorige eeuw omgevormd tot het huidige Montfortcollege Rotselaar.

## Voorbeelden in Nederland
Klein seminarie van een bisdom
- Bisschoppelijk Klein Seminarie Hageveld in Heemstede van het bisdom Haarlem, opgericht in 1817 in Velzen. In 1967 omgevormd tot College Hageveld (atheneum).
- Bisschoppelijk Klein Seminarie Leeuwenhorst in Noordwijkerhout van het bisdom Rotterdam (na de oprichting van het bisdom Rotterdam in 1956 door de splitsing van het bisdom Haarlem), geopend in 1961. In 1970 omgevormd tot een open programmaschool, en het internaat tot een congrescentrum. (In de jaren 1956 tot 1961 was een deel van het Klein Seminarie van het bisdom Rotterdam tijdelijk gehuisvest op Landgoed Stoutenburg in de gemeente Leusden, Utrecht.)
- Aartsbisschoppelijk Klein Seminarie "Kuilenberg" in Culemborg van de Jezuïeten van het aartsbisdom Utrecht, 1818-1825 en van 1841 tot de jaren 1930. Vanaf 1935 was dit Klein Seminarie in Apeldoorn aan de Arnhemseweg gevestigd. Sinds 1973 is het gebouw in Apeldoorn in gebruik als opleidingsinstituut voor de politie.
- Liudger Convict klein seminarie in Haren van bisdom Groningen, enkele jaren na de stichting van het bisdom Groningen in 1956. (Tot dan viel Noord-Oost Nederland onder het aartsbisdom Utrecht.)
- Bisschoppelijk Klein Seminarie Beekvliet te Sint-Michielsgestel van het bisdom 's-Hertogenbosch, opgericht in 1815. Vanaf 1972 voortgezet als Gymnasium Beekvliet.
- Bisschoppelijk Klein Seminarie IJpelaar te Ginneken (thans Breda) van het bisdom Breda, geopend 1878 (voorheen te Oudenbosch). Sinds eind jaren 1960 is er de Akademie voor Kunst en Vormgeving St. Joost gevestigd.
- Bisschoppelijk Klein Seminarie Rolduc te Kerkrade, eerst van 1831 tot en met 1840 van het bisdom Luik, en van 1843 van het bisdom Roermond in Limburg (gesloten als klein seminarie in 1946). In 1971 omgevormd tot middelbare school (College Rolduc, sinds 2009 het Charlemagne College). Sinds 1970 is daarin[bron?] gevestigd een congrescentrum en sinds 1974 het (groot-)Seminarie.

Kleinseminarie van een congregatie of kloosterorde
- Kleinseminarie der Montfortanen te Voorschoten (Zuid-Holland), vanaf circa 1948.
- Kleinseminarie Sint Gabriël Passionisten te Haastrecht (Zuid-Holland).
- Kleinseminarie van de Witte Paters, het Lavigerie College, landgoed Spaarnberg te Santpoort (Noord-Holland), van 1952 tot 1971.
- Kleinseminarie van de Witte Paters het St-Paulus College te Sterksel (Noord-Brabant), vanaf 1926.
- Kleinseminarie van de orde der Salesianen van Don Bosco te Ugchelen (Gelderland). In 1959 naar 's-Heerenberg verhuisd en medio 1971 gesloten (zie ook Don Rua).
- Nebo, een kleinseminarie van de Redemptoristen te Nijmegen. Gesticht in 1928 om naast kerk en klooster een kleinseminarie te herbergen, heeft het die functie tot 1969 vervuld.[bron?] Het Elshof College, thans Kandinsky College, is later voortgekomen uit de stichting Nebo-Mariënbosch.
- Kleinseminarie Priestercongregatie van het Heilig Hart van Jezus te Bergen op Zoom (Noord-Brabant).
- Kleinseminarie van de Assumptionisten vanaf 1915 te Boxtel. Na de sluiting omgevormd tot appartementencomplex.
- Kleinseminarie en jongensinternaat "Eymard-Ville" te Stevensbeek, van de paters van de Congregatie van het Allerheiligst Sacrament uit Brakkenstein. In 1972 werd het internaat gesloten. Sinds 2005[3] is de school onderdeel van een scholengemeenschap.
- Seraphijnsch kleinseminarie van de Paters Capucijnen te Langeweg (Noord-Brabant), opgericht in 1887. In 1955 verhuisd naar Oosterhout. In 1969 is de school voortgezet als Sint-Oelbert-Gymasium.[bron?]
- Kleinseminarie van de Missionarissen van Steyl, opgericht in 1911 te Uden. In 1945 verwoest en in 1954 heropgericht te Deurne. Enige jaren later omgevormd tot St.-Willibrord Gymnasium.
- Kleinseminarie Congregatie van de Heilige Geest te Weert (Limburg).
- Kleinseminarie Ravensbosch van de Paters Oblaten OMI bij Valkenburg (Limburg).
- Kleinseminarie Sint-Augustinus van de Reguliere Kanunniken van Sint-Jan van Lateranen (C.R.L.) te Sluis (Zeeland).

De congregaties gebruikten de kleinseminaries om te zorgen voor nieuwe aanwas binnen hun gelederen. Na pater(priester) of broeder te zijn geworden, bleven deze ex-leerlingen van dat kleinseminarie veelal bij de congregatie.